# Luzy-Saint-Martin
 Luzy-Saint-Martin  là một xã thuộc tỉnh Meuse trong vùng Grand Est đông nam nước Pháp. Xã này nằm ở khu vực có độ cao trung bình mét trên mực nước biển.